# Trận chiến đồi Edson
Trận chiến đồi Edson, hay còn gọi là Trận chiến Đồi Máu, là một trận đánh trên bộ trong Chiến dịch Guadalcanal thuộc Mặt trận Thái Bình Dương trong Chiến tranh thế giới thứ hai giữa Lục quân Đế quốc Nhật Bản và quân Đồng Minh (chủ yếu là Thủy quân lục chiến Hoa Kỳ) diễn ra từ ngày 12 đến ngày 14 tháng 9 năm 1942. Đây là một trong ba cuộc tấn công lớn của quân Nhật nhằm tái chiếm sân bay Henderson và đẩy lùi quân Đồng Minh trên đảo Guadalcanal.
Trong trận đánh này, Thủy quân lục chiến Hoa Kỳ dưới sự chỉ huy của Thiếu tướng Alexander Vandegrift đã bảo vệ thành công phòng tuyến Lunga bao quanh sân bay Henderson sau khi đánh bại cuộc tấn công của Lữ đoàn Bộ binh số 35 Nhật Bản do Thiếu tướng Kiyotake Kawaguchi chỉ huy. Do đánh giá sai quân số Đồng Minh trên đảo Guadalcanal (khoảng 12.000 quân) mà tướng Kawaguchi đã cho 6.000 quân tấn công trực diện vào phòng tuyến Mỹ nhiều lần vào ban đêm. Địa điểm chính nơi diễn ra trận đánh là ngọn đồi phía nam sân bay Henderson, bảo vệ bởi nhiều đơn vị Thủy quân lục chiến khác nhau, nhưng chủ yếu là Tiểu đoàn 1 Thủy quân lục chiến tuần duyên (Marine Raiders) và Tiểu đoàn 1 Thủy quân lục chiến Nhảy dù (Paramarines) do Thiếu tá Merritt A. Edson chỉ huy. Mặc dù phòng tuyến ở đây gần như đã bị chọc thủng, cuộc tấn công của quân Nhật sau cùng đã bị đánh bại hoàn toàn với tổn thất nặng nề.
Vì các đơn vị chủ chốt tham gia phòng thủ tại ngọn đồi trên đều dưới sự chỉ huy của Thiếu tá Edson, nên ngọn đồi này đã được gọi là "Đồi Edson" trong các sử liệu phương Tây về trận đánh. Sau thất bại này, quân Nhật tiếp tục tăng viện cho Guadalcanal đồng thời tăng cường hoạt động hải quân và không quân để tái chiếm sân bay Henderson.

## Hoàn cảnh trận đánh

### Chiến dịch Guadalcanal

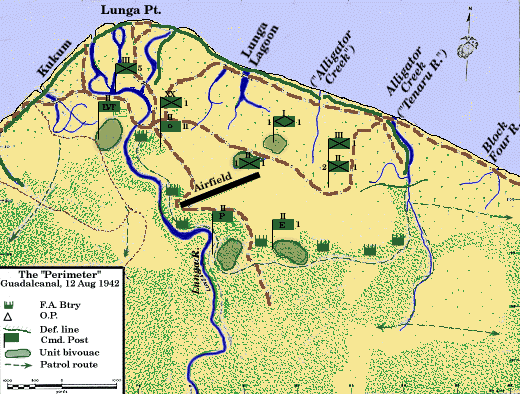
Các vị trí phòng thủ ban đầu của Thủy quân Lục chiến Mỹ chung quanh sân bay tại Lunga Point, Guadalcanal, ngày 12 tháng 8 năm 1942.

Ngày 7 tháng 8 năm 1942, lực lượng Đồng Minh (chủ yếu là Hoa Kỳ) đã đổ bộ lên Guadalcanal, Tulagi và nhóm đảo Nggela (thường được gọi là nhóm đảo Florida) thuộc quần đảo Solomon. Cuộc đổ bộ này nhằm mục đích đập tan kế hoạch của người Nhật biến quần đảo này thành căn cứ đe dọa tuyến đường vận tải giữa Úc và Hoa Kỳ, đồng thời cũng chiếm luôn quần đảo để làm nơi xuất phát cho các chiến dịch cô lập căn cứ chính của hải quân Nhật là Rabaul và yểm trợ cho quân Đồng Minh trong Chiến dịch New Guinea. Cuộc đổ bộ này đã chính thức mở đầu cho Chiến dịch Guadalcanal kéo dài 6 tháng sau đó.
Lợi dụng sự bất ngờ của quân Nhật, quân Đồng Minh đã hoàn thành cuộc đổ bộ và chiếm được Tulagi cùng một số hòn đảo nhỏ phụ cận cũng như một sân bay đang xây dựng dở tại Lunga Point thuộc Guadalcanal. Công việc hoàn tất sân bay được tiến hành ngay lập tức, chủ yếu bằng các thiết bị chiếm được của quân Nhật. Vào ngày 12 tháng 8, sân bay được đặt tên là Henderson theo tên của một phi công Thủy quân Lục chiến, Lofton R. Henderson, hy sinh trong Trận Midway. Đến ngày 18 tháng 8, sân bay sẵn sàng hoạt động và lực lượng không quân xuất kích từ sân bay mang tên "Không lực Cactus" (CAF) theo tên mã của Đồng minh cho chiến dịch Guadalcanal. Để bảo vệ sân bay, thủy quân lục chiến (TQLC) Mỹ đã thiết lập một vành đai phòng thủ quanh Lunga Point.
Để phản kích lại cuộc đổ bộ của Đồng Minh lên Guadalcanal, Bộ Tổng tư lệnh Đế quốc Nhật Bản đã lệnh cho Tập đoàn quân 17 đang đóng tại Rabaul dưới quyền chỉ huy của trung tướng Harukichi Hyakutake nhiệm vụ tái chiếm Guadalcanal. Vào lúc này, Tập đoàn quân 17 đang bận rộn tham gia hoạt động tại New Guinea nên chỉ có ít đơn vị có thể đưa đến vùng phía nam quần đảo Solomon. Trong số này, Lữ đoàn bộ binh 35 của Thiếu tướng Kiyotake Kawaguchi đang ở Palau, Trung đoàn 4 bộ binh Aoba đang ở Philippines còn Trung đoàn 28 bộ binh Ichiki dưới quyền chỉ huy của Đại tá Kiyonao Ichiki đang trên tàu vận chuyển từ Nhật Bản đến đảo Guam. Các đơn vị khác nhau này lập tức bắt đầu di chuyển về phía Guadalcanal ngang qua Truk và Rabaul, nhưng Trung đoàn Ichiki, vốn là đơn vị ở gần nhất, đã đến khu vực này trước tiên. Một "Lực lượng thứ nhất" của đơn vị Ichiki, với khoảng 917 binh sĩ, đã đổ bộ từ các tàu khu trục lên Taivu Point, phía Đông ngoại vi Lunga vào ngày 19 tháng 8[c]

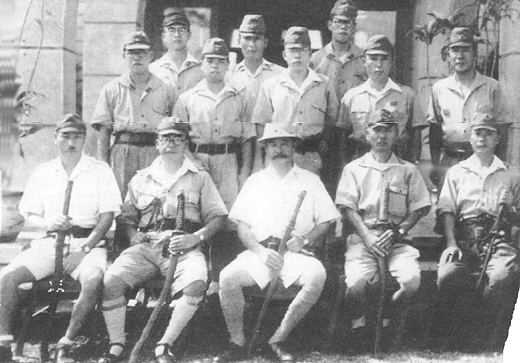
Thiếu tướng Nhật Bản Kiyotake Kawaguchi (ngồi giữa) trong tấm ảnh chụp ảnh và bộ tham mưu lữ đoàn tại Palau một thời gian ngắn trước khi đến Guadalcanal.

Đánh giá thấp sức mạnh của Lực lượng Đồng Minh trên đảo Guadalcanal, đơn vị của Ichiki thực hiện một cuộc tấn công trực diện ban đêm vào vị trí của Thủy quân Lục chiến tại lạch Alligator (cũng được gọi là "sông Ilu" trên bản đồ quân Mỹ) phía Đông ngoại vi Lunga vào những giờ đầu tiên của ngày 21 tháng 8. Cuộc tấn công của Ichiki bị đánh bại với tổn thất nặng cho quân Nhật, và được biết đến dưới tên gọi Trận Tenaru. Lúc trời sáng, các đơn vị Thủy quân Lục chiến phản công vào các lực lượng của Ichiki còn sống sót, tiêu diệt thêm nhiều người trong đó có chính Ichiki. Tổng cộng, chỉ còn lại 128 người trong tổng quân số 917 của Lực lượng thứ nhất Trung đoàn Ichiki. Những người sống sót quay trở về Taivu Point, báo cáo cho Bộ chỉ huy Tập đoàn quân 17 sự thất bại của họ, chờ đợi tăng viện và lệnh từ Rabaul.
Đến ngày 23 tháng 8, Lữ đoàn 35 bộ binh của Kawaguchi đến được Truk và được chất lên các tàu vận tải chậm để đi nốt đoạn cuối của hành trình đến Guadalcanal. Những thiệt hại xảy đến cho đoàn tàu vận tải của Tanaka trong trận chiến đông Solomon khiến phía Nhật Bản phải cân nhắc lại việc gửi thêm lực lượng đến Guadalcanal bằng các tàu vận tải. Thay vì vậy, những con tàu chở binh lính của Kawaguchi được cho hướng đến Rabaul. Tại đây, họ có kế hoạch đưa người của Kawaguchi đến Guadalcanal bằng khu trục hạm thông qua một căn cứ hải quân Nhật tại quần đảo Shortland. Những chiếc khu trục hạm Nhật thường có thể thực hiện chuyến đi khứ hồi dọc theo "khe" (eo biển New Georgia) đến Guadalcanal trong một đêm trong suốt thời gian chiến dịch, tối thiểu khả năng phơi ra trước các cuộc không kích Đồng Minh; chúng được lực lượng Đồng Minh biết đến như là những chuyến "Tốc hành Tokyo" trong khi quân Nhật đặt tên cho nó là "Chuyên chở chuột" (Rat Transportation). Do không có khả năng hoặc không có chủ định, các chỉ huy hải quân Đồng Minh đã không thách thức lực lượng Hải quân Nhật vào ban đêm, nên người Nhật kiểm soát vùng biển chung quanh quần đảo Solomon khi trời tối. Dù vậy, mọi tàu bè Nhật ở lại trong phạm vi hoạt động của máy bay từ sân bay Henderson vào ban ngày, khoảng 200 dặm (320 km), sẽ gặp nguy hiểm lớn do bị tấn công từ trên không. Tình huống chiến thuật này tồn tại trong nhiều tháng sau đó trong suốt chiến dịch.

### Sự điều động quân của hai bên
Ngày 28 tháng 8, 600 lính của Lữ đoàn Kawaguchi đã được đưa lên các khu trục hạm Asagiri, Amarigi, Yugiri và Shirakumo (thuộc Phân đội Khu trục hạm số 20). Vì thiếu hụt nhiên liệu, Phân đội Khu trục hạm số 20 không thể đến kịp Guadalcanal ngay trong đêm đòi hỏi tốc độ cao. Do đó, một phương án được tính đến là đoàn tàu sẽ khởi hành sớm trong ngày và đến đảo vào sáng hôm sau với vận tốc chậm hơn dựa vào nhiên liệu dự trữ. Lúc 18 giờ 5 phút, 11 máy bay ném bom bổ nhào Hoa Kỳ từ đơn vị VMSB-232 dưới sự chỉ huy của Thiếu tá Richard Mangrum xuất phát từ sân bay Henderson đã phát hiện và tấn công Phân đội này ở vị trí 70 dặm (110 km) phía bắc Guadalcanal, đánh chìm chiếc Asagiri và làm hư hại nặng hai chiếc Yugiri và Shirakumo. Chiếc Shirakumo được chiếc Amagiri, rồi tiếp đó là tàu rải mìn Tsugaru kéo về đảo Shortland và từ đây được tàu chở dầu Koa Maru kéo về Truk để được sửa chữa khẩn cấp và phải bỏ dở cuộc hành quân. Cuộc tấn công này đã giết chết 62 lính Nhật và 94 thủy thủ.

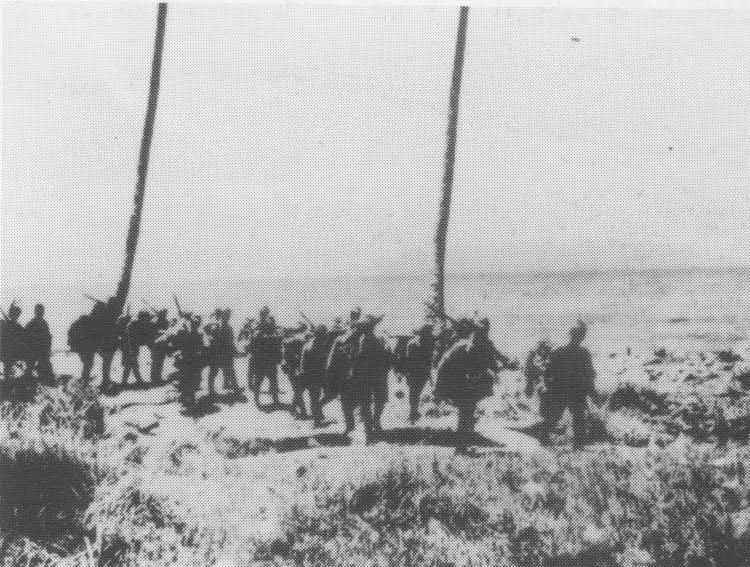
Lính Nhật thuộc Trung đoàn "Aoba" đang hành quân dọc bờ biển Guadalcanal sau khi vừa đổ bộ trong tuần lễ đầu của tháng 9 năm 1942.

Thiệt hại nặng ở lần đổ quân thứ nhất nhưng những chuyến vận tải "tốc hành" tiếp theo của người Nhật đã thành công hơn. Từ ngày 29 tháng 8 đến ngày 4 tháng 9, nhiều tuần dương hạm hạng nhẹ, khu trục hạm và cả tàu tuần tiễu đã được huy động để đưa tiếp 5.000 quân lên Taivu Point, bao gồm toàn bộ Lữ đoàn Bộ binh 35, một tiểu đoàn từ Trung đoàn Aoba và phần còn lại của Trung đoàn Ichiki. Tướng Kawaguchi đổ bộ lên đảo ngày 31 tháng 8 và được giao trọng trách chỉ huy toàn bộ quân Nhật tại Guadalcanal. Trong hai đêm 4 và 5 tháng 9, ba khu trục hạm Nhật Bản Yudachi, Hatsuyuki và Murakumo sau khi đổ bộ lính lên đảo và chuẩn bị pháo kích thì phát hiện thấy hai khu trục hạm làm nhiệm vụ chuyển vận của Mỹ, thường dùng để vận chuyển lính Đồng Minh quanh khu vực Guadalcanal/Tulagi (lính Thủy quân lục chiến Mỹ gọi là APD - "AP" có nghĩa vận chuyển còn "D" cho khu trục hạm) là USS Little và USS Gregory gần đó. Hai chiếc tàu này đã nhanh chóng bị đánh chìm.
Mặc dù việc chuyển quân bằng khu trục hạm đã thành công tốt đẹp, tướng Kawaguchi khăng khăng muốn đưa nhiều người lính thuộc lữ đoàn của ông đến Guadalcanal bằng những thuyền máy với tốc độ rất chậm. Do đó, một đoàn chuyển vận đưa 1.100 người lính và vũ khí hạng nặng trên 61 thuyền máy, chủ yếu là Tiểu đoàn 2, Trung đoàn Bộ binh số 124 của Đại tá Akinosuka Oka đã xuất phát từ bờ biển phía bắc hòn đảo Santa Isabel ngày 2 tháng 9. Ngày 4 và 5 tháng 9, các máy bay từ sân bay Henderson đã tấn công đoàn thuyền máy này, giết chết 90 lính Nhật và phá hủy phần lớn vũ khí hạng nặng. Phần lớn trong số 1.000 lính Nhật còn lại đã đổ bộ lên gần Kamimbo (9°15′32″N 159°40′18″Đ / 9,25889°N 159,67167°Đ), phía Tây ngoại vi Lunga trong nhiều ngày sau đó.[d] Đến ngày 7 tháng 9, tướng Kawaguchi đã có trong tay 5.200 quân ở Taivu Point và 1.000 quân ở phía tây phòng tuyến Lunga. Ông tự tin rằng mình có thừa khả năng đánh bại quân Đồng Minh trên đảo và từ chối lời đề nghị tăng viện thêm một tiểu đoàn bộ binh từ Tập đoàn quân 17. Thực ra Kawaguchi đã phán đoán sai về quân số Đồng Minh trên đảo khi ông cho rằng chỉ phải đối mặt với 2.000 lính TQLC Mỹ.

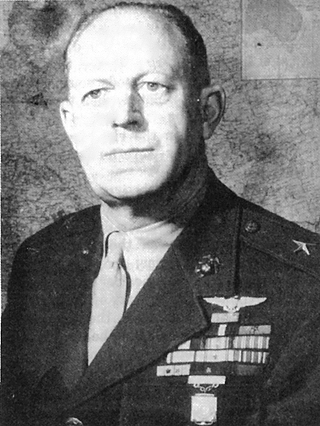
Merritt A. Edson, chỉ huy trưởng Thủy quân lục chiến Hoa Kỳ trong trận đánh.

Cũng thời điểm này, tướng Vandegrift tiếp tục cho tăng viện và củng cố phòng tuyến Lunga. Từ ngày 21 tháng 8 đến ngày 3 tháng 9, ông đã cho tái bố trí 3 tiểu đoàn TQLC, trong đó có Tiểu đoàn 1 Thủy quân lục chiến tuần duyên (Marine Raiders) của Thiếu tá Merritt A. Edson và Tiểu đoàn 1 TQLC Nhảy dù từ Tulagi và Gavutu đến Guadalcanal (Tiểu đoàn này đã bị thiệt hại nặng nề trong trận Tulagi và Gavutu-Tanambogo giờ đây cũng được chỉ huy bởi Edson và đến Guadalcanal ngày 2 tháng 9. Lực lượng này có 1.500 người cộng vào quân số ban đầu 11.000 người với nhiệm vụ không đổi là bảo vệ sân bay Henderson.[e]

## Diễn biến

### Triển khai binh lực
Tướng Kawaguchi ấn định thời điểm tấn công vào phòng tuyến Lunga là ngày 12 tháng 9 và ông bắt đầu cho quân của mình rời Taivu hướng về phía Lunga Point dọc theo bờ biển vào ngày 5 tháng 9. Qua vô tuyến, ông liên lạc với Tập đoàn quân 17 và yêu cầu những cuộc không kích vào sân bay Henderson trong ngày 9 tháng 9, còn các chiến hạm Nhật sẽ đến Lunga Point vào ngày 12 tháng 9 để "tiêu diệt mọi lực lượng Mỹ muốn di tản khỏi hòn đảo". Vào ngày 7 tháng 9, Kawaguchi công bố kế hoạch tấn công của ông nhằm "đánh bại và tiêu diệt đối phương tại vùng lân cận sân bay trên đảo Guadalcanal". Kế hoạch tấn công của Kawaguchi là chia lực lượng của ông làm ba mũi giáp công, âm thầm tiếp cận phòng tuyến Lunga và tung ra một cuộc tấn công bất ngờ vào ban đêm. Lực lượng của Đại tá Oka sẽ tấn công vùng ngoại vi sân bay từ phía Tây trong khi Lực lượng thứ hai của Ichiki, giờ đây được đổi tên thành Tiểu đoàn Kuma, sẽ tấn công từ phía Đông. Mũi tấn công chính sẽ được thực hiện bởi lực lượng chủ lực của Kawaguchi, với binh lực lên đến 3.000 người thuộc ba tiểu đoàn, từ phía Nam phòng tuyến Lunga.[f] Đến ngày 7 tháng 9, hầu hết lực lượng của Kawaguchi đã rời Taivu hướng về phía Lunga Point dọc theo bờ biển. Có khoảng 250 lính Nhật ở lại phía sau để bảo vệ căn cứ hậu cần của Lữ đoàn tại Taivu.

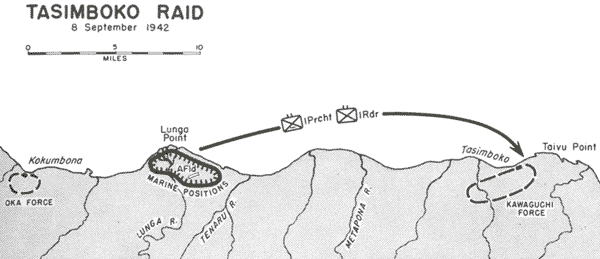
Bản đồ cuộc đột kích vào làng Tasimboko.

Cùng lúc đó, lính trinh sát bản địa dưới sự chỉ huy của Martin Clemens, một trinh sát duyên hải nguyên là sĩ quan của Lực lượng Phòng vệ Lãnh thổ Bảo hộ Solomon, và dưới sự chỉ đạo của sĩ quan Anh tại Guadalcanal, đã mang báo cáo đến Bộ chỉ huy Thủy quân Lục chiến về tình hình quân Nhật tại Taivu, gần làng Tasimboko. Đại tá Edson từ đó vạch ra một cuộc đột kích vào lực lượng Nhật Bản đang tập trung tại Taivu. Hai chiếc tàu APD McKean và Manley cùng hai thuyền máy đã đưa 813 lính Mỹ đến Taivu trong hai chuyến.[g] Edson đi trong đợt đầu tiên cùng 501 lính đã đến Taivu lúc 5 giờ 20 phút sáng (giờ địa phương) ngày 8 tháng 9. Được yểm trợ bởi máy bay từ sân bay Henderson cũng như hỏa pháo từ các khu trục hạm vận chuyển, lính Mỹ tiến về phía làng Tasimboko nhưng đã vấp phải sự kháng cự của quân Nhật. Phải đến 11 giờ, lực lượng còn lại của Edson mới đến nơi. Với lực lượng tăng viện cộng thêm tiếp tục được máy bay yểm trợ, lính Mỹ tiếp tục tấn công ngôi làng. Quân Nhật phòng thủ vì tin rằng cuộc đổ bộ chính của quân Mỹ đang sắp diễn ra do trông thấy một đoàn chuyển vận hạm Đồng Minh đang tiến về Lunga Point nên đã rút lui vào rừng, để lại 27 xác đồng đội. TQLC Mỹ tử trận 2 người.[h] Trong suốt ngày hôm đó, đại tá Gerald C. Thomas, trưởng phòng hành quân trong bộ tham mưu của tướng Vandegrift đã ba lần đánh điện cho Edson và lệnh cho ông phải bỏ nhiệm vụ này và quay lại căn cứ ngay lập tức nhưng Edson đã lờ đi.
Tại Tasimboko, lực lượng của Edson tìm thấy kho dự trữ tiếp liệu chính của Kawaguchi, bao gồm lượng thực phẩm dự trữ lớn, đạn dược, thuốc men và cả một điện đài sóng ngắn công suất lớn. Sau khi tiêu hủy tất cả những gì trông thấy ngoại trừ một số tài liệu, thiết bị và thực phẩm có thể mang theo được, TQLC Mỹ quay trở về phòng tuyến Lunga lúc 17 giờ 30 phút. Số lượng lớn hàng tiếp liệu tìm thấy, cùng với tin tức tình báo có được do các tài liệu tịch thu, cho phép Thủy quân Lục chiến biết được có ít nhất 3.000 quân Nhật đang hiện diện trên đảo và rõ ràng đang vạch một kế hoạch tấn công.[i]

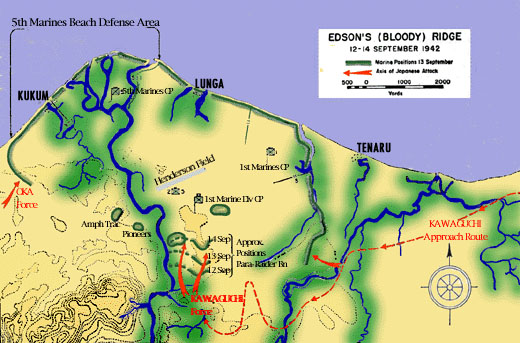
Bản đồ phòng tuyến Lunga tại Guadalcanal cho thấy đường tiến quân của quân Nhật và vị trí các cuộc tấn công của quân Nhật. Cuộc tấn công của đại tá Oka từ phía tây (trái), Tiểu đoàn Kuma ở phía đông (phải) và lực lượng trung tâm của Kawaguchi tấn công "đồi Edson" ở phần dưới trung tâm bản đồ.

Edson, cùng với Đại tá Gerald Thomas dự đoán rằng cuộc tấn công của quân Nhật sẽ được thực hiện tại đồi Lunga, một dãy đồi san hô hẹp mọc đầy cỏ, dài khoảng 1.000 m (3.300 ft) chạy song song với sông Lunga ở ngay phía nam sân bay Henderson. Một tuần trước cuộc tấn công vào làng Tasimboko, Edson đã đi thị sát ngọn đồi và ông đã nói với người trợ lý của mình "Chính nơi này. Bọn chúng sẽ tấn công vào nơi này". Dãy đồi này cung cấp một con đường tự nhiên lý tưởng tiếp cận đến sân bay, từ đó khống chế được cả khu vực xung quanh nhưng quan trọng nhất là cho đến lúc đó hầu như không được bảo vệ. Edson và Thomas do đó đã đến gặp và thuyết thục tướng Vandegrift chuyển quân đến bảo vệ ngọn đồi, nhưng Vandegrift đã từ chối vì ông tin rằng quân Nhật sẽ mở cuộc tấn công dọc bờ biển. Cuối cùng, Thomas đã xin được Vandegrift cho lực lượng TQLC tuần duyên của Edson đến "nghỉ ngơi" tại ngọn đồi này sau một tháng chiến đấu ác liệt. Ngày 11 tháng 9, 840 TQLC Mỹ thuộc đơn vị của Edson, bao gồm Tiểu đoàn 1 TQLC Tuần duyên (600 người) và lính Nhảy dù TQLC (214 người) đã đến ngọn đồi và bắt đầu việc phòng thủ.
Lực lượng tấn công chính của Kawaguchi (Lực lượng ở vị trí trung tâm) lên kế hoạch tấn công phòng tuyến từ ngọn đồi, mà họ gọi là "con rết" (mukade gata) vì hình dáng của nó. Ngày 9 tháng 9, lính của Kawaguchi rời bờ biển tại Koli Point. Chia thành bốn đội hình, quân Nhật hành quân xuyên qua rừng để tấn công vào vị trí đã định là phía nam và đông nam sân bay. Tuy nhiên, nhiều vấn đề đã phát sinh. Việc không có bản đồ chi tiết, ít nhất một la bàn không hoạt động và địa hình rừng rậm hiểm trở đã khiến cho các đội hình Nhật phải di chuyển chậm và theo lối zigzag, tốn rất nhiều thời gian quý báu. Cùng thời điểm này, đơn vị của Đại tá Oka đã tiếp cận phòng tuyến Lunga từ phía tây. Oka nhận được một tin tình báo vô cùng quý giá về vị trí phòng thủ của lính TQLC dựa vào khai thác một phi công Mỹ bị bắt sống ngày 30 tháng 8.[k]
Trong ngày 12 tháng 9, các lực lượng của tướng Kawaguchi đã băng rừng thành công và đến được địa điểm cho cuộc tấn công đã định vào ban đêm. Mặc dù Kawaguchi muốn ba tiểu đoàn trung tâm của mình có mặt lúc 14 giờ, nhưng đến tận sau 22 giờ họ mới đến nơi tập hợp. Trong khi đó, tại phòng tuyến TQLC phía tây, quân của Đại tá Oka cũng bị chậm bước tiến quân và chỉ có duy nhất tiểu đoàn Kuma ở phía đông báo cáo đến đúng thời gian. Bất chấp những tính toán sai lầm về thời gian đến được vị trí trong kế hoạch tấn công, Kawaguchi vẫn tự tin về thành công sắp tới do ông đã nắm được ngọn đồi này là nơi phòng thủ yếu nhất của TQLC từ lời khai của một phi công Mỹ bị bắt (tên tuổi và số phận người phi công này không được rõ, nhưng không phải là người bị đại tá Oka bắt trước đó). Các máy bay ném bom của Nhật Bản trong hai ngày 11 và 12 tháng 9 cũng đã tấn công ngọn đồi, gây một số thiệt hại, trong đó có hai TQLC chết.

### Cuộc tấn công đêm đầu tiên

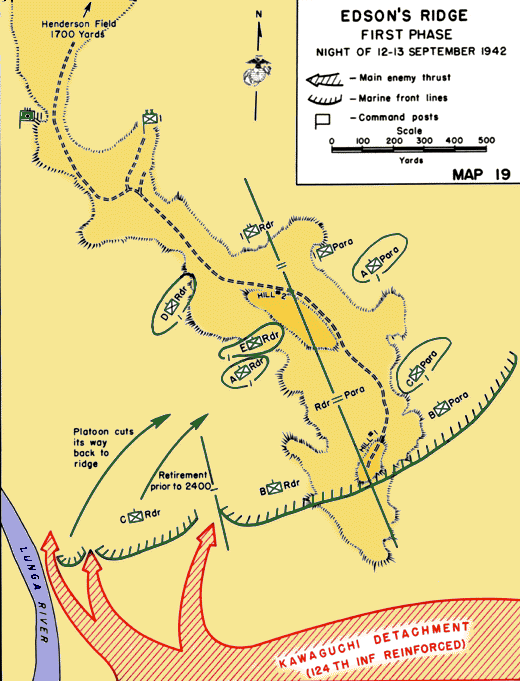
Cuộc tấn công ngày 12 tháng 9. Tiểu đoàn của Thiếu tá Kokusho đã buộc Đại đội C Thủy quân lục chiến tuần duyên phải rút về ngọn đồi.

Người Mỹ nắm được bước tiến của quân Nhật thông qua lính trinh sát bản địa và lính trinh sát của họ nhưng không biết chính xác cuộc tấn công sẽ diễn ra tại nơi nào. Ngọn đồi nơi đơn vị Edson trú đóng bao gồm ba đồi nhỏ khác nhau. Ở phía nam, bao bọc cả ba phía bằng rừng rậm dày đặc là Đồi 80 (tên này dựa vào chiều cao 80 feet (24 m) của nó). Tiếp theo 600 yards về phía bắc là Đồi 123 (123 feet (37 m), vị trí cao nhất của ngọn đồi. Ở cực bắc là một đồi không tên, cao khoảng 60 feet (18 m). Edson đưa 5 đại đội từ tiểu đoàn TQLC tuần duyên lên trấn giữ phía tây đồi và ba đại đội Nhảy dù trấn giữ phía đông, chiều sâu là từ phía sau Đồi 80 đến Đồi 123. 2/5 đại đội TQLC tuần duyên, "B" và "C" giữ vị trí giữa ngọn đồi, vụng thủy triều đầm lầy nhỏ và sông Lunga. Đội súng máy của Đại đội "E", đại đội trang bị vũ khí hạng nặng, được bố trí rải rác dọc theo tuyến phòng thủ. Sở chỉ huy của Đại tá Edson đặt trên Đồi 123.
21 giờ 30 phút tối ngày 12 tháng 9, tuần dương hạm Nhật Sendai và ba khu trục hạm pháo kích vào phòng tuyến Lunga trong 20 phút và bắn hỏa châu rực sáng cả vùng đồi. Các khẩu pháo của quân Nhật cũng bắt đầu nã đạn vào vị trí TQLC, nhưng không gây được nhiều thiệt hại. Cùng thời điểm đó, các nhóm quân của Kawaguchi cũng bắt đầu chạm trán với TQLC Mỹ quanh ngọn đồi. Tiểu đoàn 1 chỉ huy bởi Thiếu tá Yukichi Kokusho tấn công Đại đội "C" TQLC tuần duyên ở giữa vụng thủy triều và sông Lunga River, đánh tan ít nhất một trung đội, chiếm được ít nhất sáu khẩu súng máy và buộc TQLC phải rút về ngọn đồi. Nhưng đơn vị của Kokusho không nhận được sự phối hợp của Tiểu đoàn 3 dưới quyền Trung tá Kusunichi Watanabe khi mà đơn vị này vẫn chưa đến được vị trí tấn công. Điều này đã khiến cho cuộc tấn công vào ngọn đồi của quân Nhật phải ngừng lại trong đêm hôm ấy. Lữ đoàn của tướng Kawaguchi bị phân tán khắp nơi và ông gần như mất hoàn toàn khả năng kiểm soát đơn vị của mình. Nguyên nhân chính là do địa hình rừng rậm phức tạp đã khiến ông không thể xác định vị trí của mình so với phòng tuyến Mỹ và thực hiện sự hợp đồng tác chiến giữa những cánh quân. Đã có 12 lính TQLC Mỹ tử trận trong đêm, con số này về phía Nhật là không rõ nhưng có lẽ lớn hơn rất nhiều.[l] Mặc dù cả hai đơn vị của Oka (phía tây) và trung đoàn (phía đông) cũng tấn công phòng tuyến TQLC đêm đó, họ không thể liên lạc được với nhau và bị chặn đứng lúc trời gần sáng.
Rạng sáng ngày 13 tháng 9, các máy bay của Không lực Cactus và pháo của TQLC pháo kích dữ dội vào vị trí phía nam ngọn đồi, buộc quân Nhật phải rút lui về cánh rừng gần đó. Quân Nhật chịu một số thương vong, trong đó có hai sĩ quan của Tiểu đoàn Watanabe. Lúc 5 giờ 50 phút, tướng Kawaguchi quyết định cho tập hợp lực lượng, chuẩn bị một cuộc tấn công khác trong đêm.

### Cuộc tấn công đêm thứ hai vào ngọn đồi

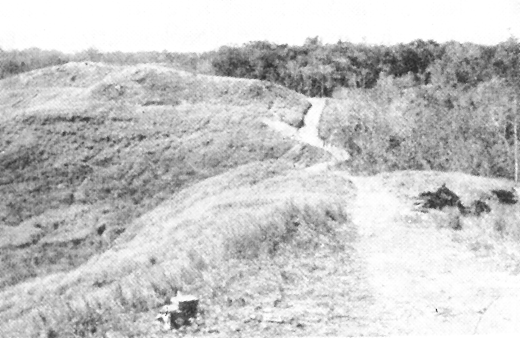
Đồi 123, nơi Edson đặt làm trung tâm phòng thủ cho trận đánh vào ngày 13 tháng 9. Góc nhìn này là từ Đồi 80 về hướng bắc.

Đoán trước quân Nhật sẽ tấn công lần nữa vào ban đêm, Đại tá Edson chỉ đạo lính Mỹ củng cố phòng tuyến ở phía trên và xung quanh ngọn đồi. Hai đại đội TQLC được giao nhiệm vụ tái chiếm lại cánh sườn phía phải đã bị Tiểu đoàn 1 Nhật chiếm trong đêm hôm trước nhưng thất bại. Điều này khiến cho Edson phải tái bố trí lực lượng. Ông dời phòng tuyến lại khoảng 400 yards (370 m) đến một phòng tuyến mới có chiều dài 1.800 yards (1.600 m), bắt đầu từ sông Lunga và qua các sườn đồi khoảng 150 yards (140 m) phía nam Đồi 123. Khu vực xung quanh và phía sau Đồi 123 ông cho bố trí 5 đại đội. Như vậy quân Nhật muốn tràn qua Đồi 80 phải vượt qua 400 yards (370 m) địa hình trống trải để tiếp cận vị trí TQLC Mỹ tại đồi 123. Chỉ còn vài giờ để chuẩn bị, lính TQLC chỉ có thể xây dựng một số công sự sơ sài trong bối cảnh còn ít đạn dược, với mỗi lính TQLC mang trong mình chỉ 1 đến 2 quả lựu đạn. Trước tình hình đó, Tướng Vandegrift đã ra lệnh cho đơn vị dự phòng là Tiểu đoàn 2 Trung đoàn 5 TQLC (Tiểu đoàn 2/5) đến vị trí phía sau quân của Edson. Ngoài ra, một khẩu đội kháo gồm 4 lựu pháo 105mm của Trung đoàn Thủy quân lục chiến số 11 cũng được đưa đến vị trí mà từ đó có thể nã đạn trực tiếp vào ngọn đồi và một lính trinh sát pháo binh được cử đến tuyến đầu lực lượng của Edson.
Cuối buổi chiều, Edson nói chuyện với những người lính đã kiệt sức của mình:
| “ | Các bạn đã chiến đấu thật tuyệt vời và tôi chỉ cần các bạn một điều nữa. Hãy giữ vững vị trí thêm một đêm nữa thôi. Tôi biết các bạn đã không được ngủ nhiều ngày rồi. Nhưng quân Nhật sẽ tấn công vào đêm nay, tại nơi này. Đến sáng mai, tôi có lý do để tin rằng sẽ có viện binh và hàng tiếp liệu đến cho chúng ta. | ” |

Bài diễn văn của Edson đã "lên tinh thần" cho những người lính TQLC tuần duyên và giúp họ có được sự chuẩn bị về mặt tinh thần cho cuộc tấn công đêm đó.

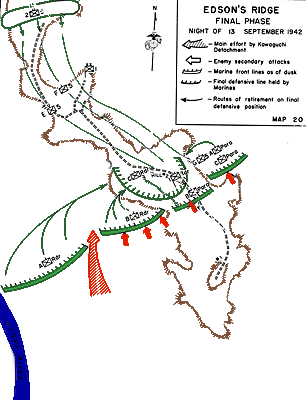
Cuộc tấn công ngày 13 tháng 9. Cuộc tấn công của quân Nhật đã buộc lính của Edson phải rút về một phòng tuyến nhỏ quanh Đồi 123.

Khi mặt trời đã lặn, cuộc tấn công ban đêm chuẩn bị bắt đầu với 3.000 lính của Kawaguchi đối đầu với 830 lính TQLC của Edson được trang bị pháo hạng nặng. Một màn đêm đen kịt bao trùm trận địa do đêm đó không có trăng. Lúc 21 giờ, bảy khu trục hạm Nhật Bản bắt đầu pháo kích vào ngọn đồi. Cuộc tấn công bắt đầu ngay trước lúc nửa đêm, Tiểu đoàn của Kokusho tấn công Đại đội B TQLC tuần duyên ở cánh phải đội hình phòng ngự của TQLC, ngay phía tây ngọn đồi. Tiếng còi xung phong lẫn tiếng hò hét của quân Nhật vang rền cả phía triền đồi. Đại đội B chống cự không nổi rút chạy về Đồi 123. Bất chấp hỏa lực pháo của TQLC, Kokusho tập hợp quân của mình lại và tiếp tục tấn công. Không dừng lại để triệt hạ các đơn vị TQLC gần kề mà giờ đây cánh sườn đã bị hở, Kokusho tiếp tục cho lính của mình vượt qua một vùng trũng đầm lầy giữa ngọn đồi và sông Lunga để tiến vào sân bay. Hướng tiến của họ bị gián đoạn lại trong một thời gian khá lâu khi vô tình phát giác ra một kho thực phẩm của quân phòng thủ ngoài vòng đai. Lính Nhật sau nhiều ngày không có gì bỏ bụng đã bất chấp quân lệnh dừng lại. Sau khi ăn uống, Kokusho ra lệnh cho đơn vị của mình tiếp tục xung phong. Lúc 3 giờ sáng, quân Nhật đã đến được phía bắc ngọn đồi, ngay rìa sân bay và Đồi 123. Tuy nhiên, sau một cuộc chạm trán dữ dội, Kokusho và 100 người lính dưới quyền đã tử trận, kết thúc cuộc tấn công. Lực lượng TQLC đã ngăn chặn thành công cuộc tấn công cuối cùng của Tiểu đoàn Kokusho có lẽ là Trung đoàn TQLC 11 có sự hỗ trợ của Tiểu đoàn Công binh số 1 và Tiểu đoàn xe kéo lội nước (Amphibious Tractor Battalion) cũng như lính của Edson trên ngọn đồi.[m]
Một cánh quân khác thuộc lực lượng của Kawaguchi là Tiểu đoàn 2 do Thiếu tá Masao Tamura cũng tập hợp lực lượng chuẩn bị cho cuộc đột kích vào Đồi 80 từ khu rừng phía nam ngọn đồi. Tuy nhiên, lính trinh sát TQLC đã phát hiện được sự chuẩn bị này và gọi pháo binh chi viện. Khoảng 22 giờ, 12 khẩu pháo 105mm đồng loạt nã đạn vào vị trí của tiểu đoàn Tamura. Hai đại đội của Tiểu đoàn Tamura, khoảng 320 người được yểm trợ bởi súng cối và lựu đạn đã lao lên Đồi 80 tấn công bằng lưỡi lê. Đợt tấn công này nhắm vào Đại đội B của Tiểu đoàn Nhảy dù và cả Đại đội B của TQLC Tuần duyên, đẩy lùi lính nhảy dù ở phía đông ngọn đồi. Để bảo vệ cánh sườn bị hở của Đại đội B TQLC tuần duyên, Edson ngay lập tức ra lệnh cho đơn vị này rút về Đồi 123.[n]
Cùng thời điểm đó, một đại đội lính Nhật từ Tiểu đoàn Watanabe đã xâm nhập được vào khe hở giữa phía đông ngọn đồi và Đại đội C Nhảy dù. Tin chắc rằng vị trí của mình không thể giữ được nữa, Đại đội B và C đã leo lên ngọn đồi và rút về phía sau Đồi 123. Trong bóng tối và khung cảnh hỗn loạn của trận đánh, cuộc rút lui nhanh chóng trở nên vô tổ chức. Một số lính TQLC la hét quân Nhật đang tấn công bằng khí độc làm hoảng loạn những người lính TQLC khác không mang mặt nạ phòng khí độc. Sau khi rút về sau Đồi 123, nhiều lính TQLC tiếp tục chạy về hướng sân bay và liên tục kêu gọi đồng đội "rút lui". Ngay trong lúc tưởng chừng như lực lượng TQLC phòng thủ trên đồi sắp tan rã hoàn toàn và tháo chạy tán loạn, Đại tá Edson, Thiếu tá Kenneth D. Bailey, sĩ quan tham mưu của Edson và các sĩ quan TQLC khác xuất hiện kịp thời đã mạnh mẽ ra lệnh cho TQLC Mỹ tái tập trung và ngay lập tức quay lại vị trí phòng thủ quanh Đồi 123.[o]

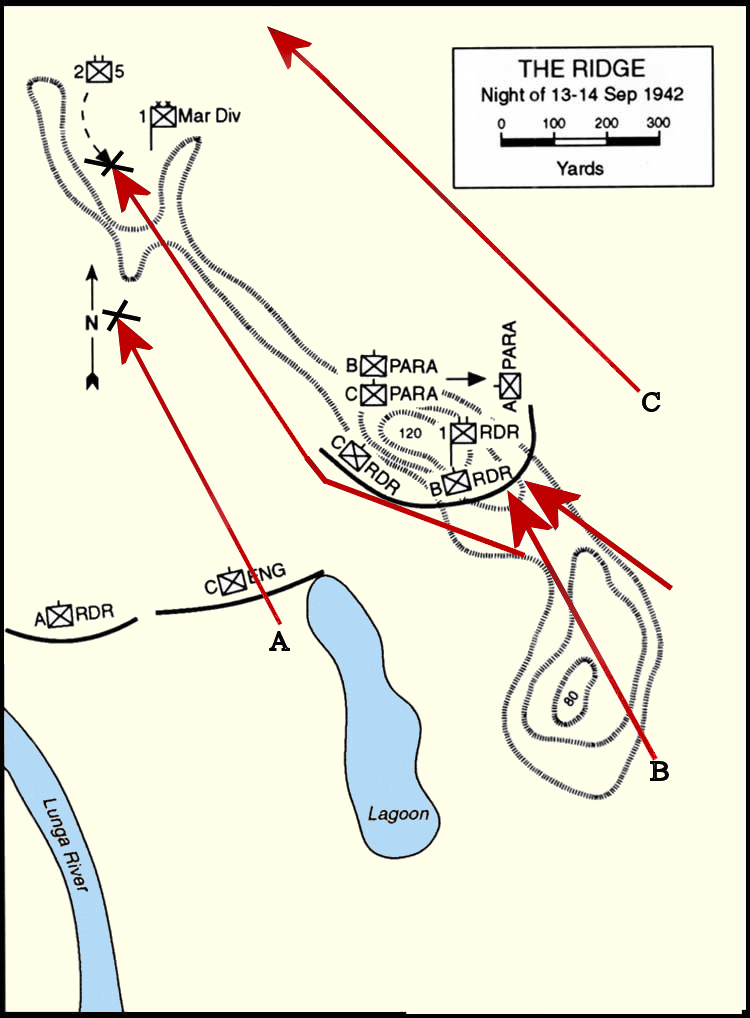
Bản đồ miêu tả giai đoạn cuối của trận đánh. Đường màu đỏ thể hiện cuộc tấn công của quân Nhật và đường đen là vị trí Thủy quân lục chiến. "A" là Tiểu đoàn Kokusho, "B" là Tiểu đoàn Tamura còn "C" là đại đội thuộc Tiểu đoàn Watanabe xâm nhập được vào phòng tuyến.

Khi TQLC Mỹ tạo một phòng tuyến hình móng ngựa bao quanh Đồi 123, Tiểu đoàn Tamura bắt đầu mở các cuộc tấn công trực diện từ hai hướng là Đồi 80 và phía đông ngọn đồi. Dưới ánh sáng của hỏa châu được thả bởi ít nhất một thủy phi cơ Nhật, TQLC Mỹ đã đẩy lùi hai cuộc tấn công đầu. Lính Nhật bắt đầu đưa lên đỉnh Đồi 80 một khẩu sơn pháo 75mm với ý định nã pháo trực tiếp vào TQLC Mỹ. Khẩu pháo này có khả năng thay đổi cục diện trận đánh đã bị vô hiệu hóa bởi lỗi kỹ thuật. Lúc nửa đêm, khi chiến sự tạm lắng xuống, Edson lại tiếp tục điều động Đại đội B và C Nhảy dù đến phía sau Đồi 123 để củng cố cánh trái đội hình phòng thủ. Với lưỡi lê, lính nhảy dù TQLC đã tiêu diệt sạch những lính Nhật vượt qua được phòng tuyến đang cố chiếm lấy cánh sườn của TQLC ở phía đông ngọn đồi. TQLC từ các đơn vị khác cũng như các sĩ quan trong bộ chỉ huy của Edson, như thiếu tá Bailey, đã bất chấp làn hỏa lực đưa thêm đạn và lựu đạn đến cho TQLC đang cần gấp quanh Đồi 123. Một Đại úy TQLC là William J. McKennan kể lại, "Quân Nhật tấn công gần như không ngớt, cứ như một cơn mưa cứ lớn dần… Khi một hàng lính bị tàn sát như rạ, hàng lính khác lại tiếp tục lao vào chỗ chết."[p]
Lính Nhật đã vào được đến cánh trái của phòng tuyến TQLC ngay sau khi lính nhảy dù chiếm giữ vị trí này nhưng một lần nữa hỏa lực súng trường, súng máy, cối và lựu đạn đã ngăn họ lại. Pháo 105 mm và 75 mm của TQLC cũng gây thương vong nặng nề cho quân Nhật. Một người lính Nhật bị bắt làm tù binh sau đó đã nói đơn vị của anh ta đã bị "xóa sổ" bởi đạn pháo, chỉ có 10% lính đại đội của anh còn sống sót. Trong đêm đó, TQLC Mỹ đã sử dụng 2.800 quả đạn pháo, riêng các khẩu lựu pháo 105 mm của Trung đoàn TQLC 11 đã bắn hết 1.992 quả.
Đến 4 giờ sáng, sau khi đẩy lui quân Nhật tấn công trực diện hết đợt này đến đợt khác, đôi khi phải kết thúc bằng những cuộc giáp lá cà, lực lượng của Edson đã được tăng cường Tiểu đoàn 2/5 TQLC giúp đẩy lùi thêm hai cuộc tấn công nữa trước lúc bình minh. Trong suốt đêm hôm đó, khi mà đã có lúc quân Nhật tiến gần đến việc xuyên thủng phòng tuyến, Đại tá Edson vẫn luôn đứng ở vị trí phía sau phòng tuyến trên Đồi 123 khoảng 20 yards (18 m), liên tục động viên những người lính của mình và chỉ huy việc phòng thủ. Một Đại úy TQLC, Tex Smith, người ở vị trí quan sát được Edson gần như cả đêm đã nói, "Tôi có thể nói rằng nếu có một người đàn ông có thể gắn kết cả một tiểu đoàn lại với nhau, đó chính là Edson đêm hôm đó. Ông ấy đứng ở vị trí ngay trước tuyến đầu. Vâng, ông ấy đã đứng, trong khi phần lớn chúng tôi trú vào các hầm hố."

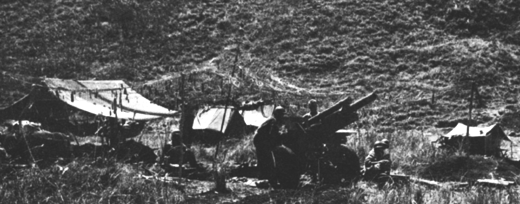
Pháo 105 mm của Thủy quân lục chiến Hoa Kỳ tại Guadalcanal, tháng 9 năm 1942.

Đêm hôm đó ba đại đội Nhật Bản, bao gồm hai từ Tiểu đoàn Tamura và một từ Tiểu đoàn Watanabe đã tiến được đến rìa đường băng thứ hai của sân bay Henderson mặc dù gặp nhiều thương vong. Công binh TQLC đã phản công đánh chặn một đại đội Nhật và buộc đại đội này rút lui. Hai đại đội còn lại đợi quân tăng viện ở bìa rừng vì không dám tấn công vào vùng địa hình trống trải quanh sân bay. Khi đợi mãi không có viện binh đến, cả hai đại đội rút lui về vị trí ban đầu phía nam ngọn đồi trước khi trời sáng. Phần lớn quân số của Tiểu đoàn Watanabe đã không tham gia trận đánh vì mất liên lạc với chỉ huy trưởng của họ suốt đêm.[q]
Khi mặt trời bắt đầu lên vào ngày 14 tháng 9, vẫn còn nhiều nhóm lính Nhật rải rác dọc theo hai phía ngọn đồi. Tuy nhiên với việc tiểu đoàn Tamura đã mất ¾ quân số, cả sĩ quan và lính cũng như thương vong nặng nề của các đơn vị tấn công khác, cuộc tấn công vào ngọn đồi đã xem như chấm dứt. Khoảng 100 lính Nhật vẫn còn ở sườn nam Đồi 80 có dấu hiệu chuẩn bị tấn công nữa vào Đồi 123. Phi đoàn Chiến đấu cơ số 67 tại sân bay Henderson nhận được yêu cầu của Thiếu tá Bailey đã cử ba chiến đấu cơ P-400 đến tiêu diệt gần hết số lính Nhật trên, chỉ còn một số sống sót rút chạy về phía khu rừng.[r]

### Cuộc tấn công của tiểu đoàn Kuma và đại tá Oka
Trong khi trận chiến trên ngọn đồi đang diễn ra, tiểu đoàn Kuma và đơn vị của đại tá Oka cũng tấn công phía đông và phía tây phòng tuyến Lunga. Tiểu đoàn Kuma, do Thiếu tá Takeshi Mizuno[s] chỉ huy tấn công phía đông nam phòng tuyến, phòng thủ bởi Tiểu đoàn 3 Trung đoàn 1 TQLC. Cuộc tấn công bắt đầu vào khoảng nửa đêm với một đại đội xung phong xuyên qua hỏa lực pháo và chạm trán giáp lá cà với quân phòng thủ trước khi bị đánh bật trở lại. Thiếu tá Mizuno cũng tử trận sau đợt tấn công. Lúc rạng sáng, lính TQLC cho rằng lực lượng còn lại của Tiểu đoàn Kuma vẫn còn trong khu vực nên cho sáu xe tăng hạng nhẹ M3 Stuart không có bộ binh yểm trợ đi càn quét khu vực phía trước phòng tuyến. Tuy nhiên, bốn khẩu pháo chống tăng 37 mm của quân Nhật đã tiêu diệt hoặc làm vô hiệu hóa ba chiếc xe tăng. Sau khi bỏ chạy khỏi chiếc tăng đang bốc cháy, nhiều lính tăng bị quân Nhật dùng lưỡi lê đâm chết. Một chiếc tăng bị lật nhào xuống dòng sông Tenaru và toàn bộ đội tăng chết đuối. Các khẩu pháo chống tăng Nhật thuộc về Đại đội của Trung đoàn Pháo chống tăng 28 chỉ huy bởi Thiếu úy Yoshio Okubo. Tám lính tăng TQLC chết trong cuộc chạm trán này.
23 giờ ngày 14 tháng 9, tiểu đoàn Kuma lại mở cuộc tấn công vào vị trí cũ và bị đẩy lùi một lần nữa. Đêm ngày 15 tháng 9, cuộc tấn công "yếu ớt" cuối cùng của tiểu đoàn này cũng bị đập tan.
Tiểu đoàn của Oka bao gồm 650 người (chủ yếu là Tiểu đoàn 2, Trung đoàn Bộ binh 124) tấn công vào nhiều vị trí phía tây phòng tuyến Lunga. Khoảng 4 giờ sáng ngày 14 tháng 9, hai đại đội quân Nhật tấn công vào vị trí trấn giữ bởi Tiểu đoàn 3 Trung đoàn 5 TQLC gần bờ biển và bị đánh bại với thương vong lớn. Một đại đội Nhật khác chiếm giữ một ngọn đồi nhỏ nhưng bị pháo binh TQLC pháo kích suốt trong ngày và phải rút lui với thương vong lớn đêm ngày 14 tháng 9. Phần còn lại của đơn vị này đã không thề tìm ra vị trí phòng tuyến TQLC nên không thể tham gia cuộc tấn công.
Ngày 17 tháng 9, tướng Vandegrift điều động hai đại đội từ Tiểu đoàn 1, Trung đoàn TQLC số 1 làm nhiệm vụ truy đuổi tàn quân Nhật. Tuy nhiên, lực lượng này đã bị hai đại đội Nhật Bản làm nhiệm vụ bọc hậu cho cuộc rút lui phục kích. Một trung đội TQLC bị vây trong khi những người lính TQLC còn lại bỏ chạy. Đại đội trưởng TQLC này đã đề nghị được lệnh cứu trung đội này nhưng Vandegrift đã từ chối. Đến chập tối, quân Nhật đã gần như xóa sổ được trung đội này, giết chết 24 lính TQLC với chỉ một số người bị thương còn sống sót. Ngày 20 tháng 9, một nhóm trinh sát từ TQLC tuần duyên của Edson chạm trán với một nhóm lính Nhật đang rút lui và nhanh chóng gọi pháo chi viện, giết chết 19 lính Nhật.[t]

## Kết quả

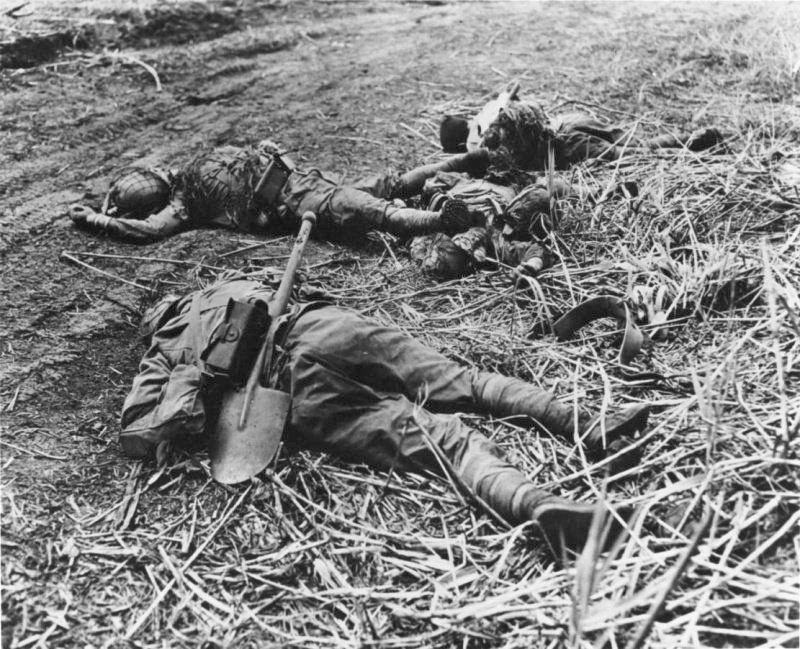
Xác lính Nhật trên ngọn đồi gần Đồi 123 sau trận đánh.

Lúc 13 giờ 5 phút ngày 14 tháng 9, Kawaguchi đã dẫn những người lính của lữ đoàn còn sống sót rút chạy khỏi ngọn đồi vào rừng sâu, tại đây họ nghỉ ngơi và dựng trại để trị thương trong suốt ngày kế tiếp. Đơn vị của Kawaguchi được lệnh rút lui về phía tây đến sông Matanikau để gia nhập đơn vị của Oka. Cuộc rút lui này đòi hỏi đoàn tàn quân phải di chuyển 6 dặm (10 km) qua vùng địa hình hiểm trở. Sáng ngày 16 tháng 9, đơn vị của Kawaguchi bắt đầu di chuyển. Phần lớn số binh sĩ còn đi được phải đỡ thêm những người bị thương. Trên đường đi, những người lính kiệt sức và đói bụng, đã không ăn gì kể từ ngày 14 tháng 9, bắt đầu bỏ các vũ khí hạng nặng và thậm chí cả súng trường lại. Khi đoàn quân đến được vị trí của đơn vị Oka tại Kokumbona năm ngày sau đó, chỉ còn một nửa số binh lính còn mang vũ khí. Những người còn sống sót của tiểu đoàn Kuma cố gắng bám theo tướng Kawaguchi đã bị lạc và lang thang trong rừng suốt ba tuần, gần như chết đói khi đến được trại của đơn vị Kawaguchi.
Trong trận đánh này, quân Nhật chết khoảng 830 người, trong đó có 350 người thuộc Tiểu đoàn Tamura, 200 người thuộc Tiểu đoàn Kokusho, 120 người thuộc Tiểu đoàn Oka, 100 người thuộc Tiểu đoàn Kuma và 60 người thuộc Tiểu đoàn Watanabe. Ngoài ra còn nhiều lính Nhật tử thương trên đường rút về Matanikau nhưng không rõ bao nhiêu. Trên và dọc ngọn đồi, Thủy quân lục chiến Mỹ đếm được 500 xác lính Nhật, gồm cả 200 xác tìm thấy tại Đồi 123. TQLC Mỹ chết 80 người từ ngày 12 tháng 9 đến ngày 14 tháng 9.[u]
Trong khi quân Nhật tái tập trung ở phía tây Matanikau, quân Mỹ tiếp tục cho củng cố phòng tuyến Lunga. Ngày 14 tháng 9, Vandegrift quyết định đưa thêm Tiểu đoàn 3, Trung đoàn Thủy quân lục chiến số 2 từ Tulagi đến Guadalcanal. Ngày 18 tháng 9, một đoàn chuyển vận hạm đưa đến thêm 4.157 người thuộc Lữ đoàn 3 Thủy quân Lục chiến (gồm Trung đoàn 7 Thủy quân Lục chiến, một tiểu đoàn từ Trung đoàn 11 Thủy quân lục chiến và một số đơn vị hỗ trợ) đến Guadalcanal. Sự tăng viện kịp thời này cho phép Vandegrift, bắt đầu từ ngày 19 tháng 9, thành lập một vành đai phòng thủ liên tục chung quanh ngoại vi Lunga. Trong các ngày 23 đến 27 tháng 9 và 6 đến 9 tháng 10, quân Mỹ và Nhật đã chạm trán với nhau dọc theo sông Matanikau.

## Ý nghĩa trận đánh

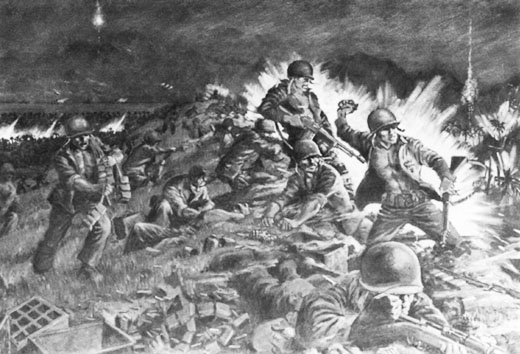
Một bức vẽ của một sĩ quan Thủy quân lục chiến Hoa Kỳ tả cảnh Thủy quân lục chiến chiến đấu bảo vệ Đồi 123 trong trận chiến Đồi Edson.

Sau khi đưa thêm quân đến Guadalcanal, quân Nhật vào cuối tháng 10 mở thêm một cuộc tấn công nữa vào sân bay Henderson nhưng tiếp tục thất bại thảm hại. Tướng Vandegrift sau đó đã thừa nhận cuộc tấn công của quân Nhật vào ngọn đồi trong tháng 9 là thời khắc duy nhất trong toàn chiến dịch mà ông cảm thấy lo ngại nhất, "chúng ta sẽ có thể ở trong một tình trạng rất xấu." Sử gia Richard B. Frank nói thêm, "Vào tháng 9 năm 1942, người Nhật chưa bao giờ tiến gần đến chiến thắng trên hòn đảo này như thế. Họ đã tiến hành một mũi tấn công thọc sâu qua rừng rậm vào ngọn đồi và suýt nữa đã chiếm được sân bay. Ngọn đồi này sau đó trở nên nổi tiếng nhất với cái tên Đồi Máu."
Ngày 15 tháng 9, tướng Hyakutake tại Rabaul biết được tin tức về thất bại của tướng Kawaguchi và báo cáo tin tức này về Bộ tổng tư lệnh Đế quốc tại Nhật Bản. Trong một cuộc họp khẩn cấp, lãnh đạo cao cấp của Lục quân và Hải quân Nhật đều đưa ra kết luận rằng "Guadalcanal có thể phát triển thành một trận chiến quyết định của cuộc chiến". Kết quả của trận chiến này sẽ có ảnh hưởng chiến lược mạnh mẽ đến các hoạt động tại các khu vực khác của Thái Bình Dương. Hyakutake ý thức rằng để thi hành mệnh lệnh tập trung đầy đủ nhân lực và phương tiện để có thể đánh bại lực lượng Đồng Minh tại Guadalcanal, ông không thể đồng thời hỗ trợ cho chiến dịch tấn công đang diễn ra trên đường mòn Kokoda tại New Guinea. Với sự tán thành của Bộ tổng tư lệnh, tướng Hyakutake đã ra lệnh cho lực lượng của ông tại New Guinea, vốn chỉ còn cách mục tiêu cảng Moresby không đầy 48 km (30 dặm), rút lui cho đến khi "vấn đề Guadalcanal " được giải quyết. Quân Nhật sau đó đã không bao giờ có thể tấn công trở lại cảng Moresby do đó có thể nói thất bại của họ trong trận chiến đồi Edson không chỉ dẫn đến thất bại tại Guadalcanal mà còn cả thất bại chung cuộc trên chiến trường Nam Thái Bình Dương.

### Trích dẫn
1. ↑  Samuel Eliot Morison 1958, tr. 15
2. ↑  Richard B. Frank 1990, tr. 245
3. ↑  Michael T. Smith 2000, tr. 184 và 194 và Richard B. Frank 1990, tr. 245
4. ↑  Jersey Stanley Coleman 2008, tr. 224
5. ↑  Frank O. Hough, tr. 235–236
6. ↑  Samuel Eliot Morison 1958, tr. 14-15 và Henry I. Shaw 1992, tr. 18
7. ↑  John Jr. Miller 1949, tr. 96
8. ↑  Michael T. Smith 2000, tr. 88, Jersey Stanley Coleman 2008, tr. 221 và Richard B. Frank 1990, tr. 141–143
9. ↑  Michael T. Smith 2000, tr. 136-137
10. ↑  Richard B. Frank 1990, tr. 156–158, 681 và Michael T. Smith 2000, tr. 43
11. ↑  Samuel B. Griffith 1963, tr. 113 và Richard B. Frank 1990, tr. 198–199, 205 và 266
12. ↑  Morison Samuel Eliot 1958, tr. 113–114
13. ↑  Richard G. Hubler & John A Dechant 1944, tr. 49
14. ↑  Samuel B. Griffith 1963, tr. 114, Richard B. Frank 1990, tr. 199-200 và Michael T. Smith 2000, tr. 98
15. ↑  Richard B. Frank 1990, tr. 201-203, Samuel B. Griffith 1963, tr. 116-124 và Michael T. Smith 2000, tr. 87-112
16. ↑  Richard B. Frank 1990, tr. 211-212, Oscar F. Peatross 1995, tr. 91-92 và Morison Samuel Eliot 1958, tr. 118-121
17. ↑  Alexander, trang 138–139, Samuel B. Griffith 1963, tr. 116-124, Richard B. Frank 1990, tr. 213 và Michael T. Smith 2000, tr. 106-109
18. ↑  Richard B. Frank 1990, tr. 219
19. ↑  Richard B. Frank 1990, tr. 218
20. ↑  James F. Christ 2007, tr. 176 và Michael T. Smith 2000, tr. 103
21. ↑  Oscar F. Peatross 1995, tr. 91, Morison Samuel Eliot 1958, tr. 15 và Frank O. Hough, tr. 298
22. ↑  Michael T. Smith 2000, tr. 112-113
23. ↑  Richard B. Frank 1990, tr. 219-220 và Michael T. Smith 2000, tr. 113-115 và 243
24. ↑  Richard B. Frank 1990, tr. 220 và Michael T. Smith 2000, tr. 121
25. ↑  James F. Christ 2007, tr. 185, Oscar F. Peatross 1995, tr. 93-95, John L. Zimmerman 1949, tr. 80 và Samuel B. Griffith 1963, tr. 125
26. ↑  Oscar F. Peatross 1995, tr. 95, Richard B. Frank 1990, tr. 220-221 và Joseph H. Alexander 2000, tr. 118
27. ↑  Joseph H. Alexander 2000, tr. 122-123, Frank O. Hough, tr. 298-299, Richard B. Frank 1990, tr. 220-221, Michael T. Smith 2000, tr. 129, Samuel B. Griffith 1963, tr. 129-130, Oscar F. Peatross 1995, tr. 95-96 và Jersey Stanley Coleman 2008, tr. 222
28. ↑  Joseph H. Alexander 2000, tr. 129
29. ↑  Samuel B. Griffith 1963, tr. 130-132, Richard B. Frank 1990, tr. 221-222, Oscar F. Peatross 1995, tr. 96-97 và Michael T. Smith 2000, tr. 130
30. ↑  Joseph H. Alexander 2000, tr. 141
31. ↑  Joseph H. Alexander 2000, tr. 138, James F. Christ 2007, tr. 193-194, Richard B. Frank 1990, tr. 2223 & 225–226, Samuel B. Griffith 1963, tr. 132 & 134–135, Jersey Stanley Coleman 2008, tr. 223 và Michael T. Smith 2000, tr. 130–131, 138
32. ↑  Jersey Stanley Coleman 2008, tr. 226, Richard B. Frank 1990, tr. 224-225 và Michael T. Smith 2000, tr. 131-136
33. ↑  Richard B. Frank 1990, tr. 228-229, Michael T. Smith 2000, tr. 144-145 và Joseph H. Alexander 2000, tr. 142
34. ↑  Joseph H. Alexander 2000, tr. 142 và 146, Oscar F. Peatross 1995, tr. 102, Richard B. Frank 1990, tr. 222–223 & 229 và Michael T. Smith 2000, tr. 138–139 và 146
35. ↑  Joseph H. Alexander 2000, tr. 150, James F. Christ 2007, tr. 208, Richard B. Frank 1990, tr. 231-232, Samuel B. Griffith 1963, tr. 140, Oscar F. Peatross 1995, tr. 102-103 và Michael T. Smith 2000, tr. 146–151
36. ↑  Richard B. Frank 1990, tr. 232 và Michael T. Smith 2000, tr. 151-152
37. ↑  Michael T. Smith 2000, tr. 151-152
38. ↑  James F. Christ 2007, tr. 212-215, Samuel B. Griffith 1963, tr. 141, Richard B. Frank 1990, tr. 233-237 và Michael T. Smith 2000, tr. 152-158
39. 1 2  Michael T. Smith 2000, tr. 158
40. ↑  Joseph H. Alexander 2000, tr. 171-176, 179, Michael T. Smith 2000, tr. 161-167
41. ↑  James F. Christ 2007, tr. 250, Joseph H. Alexander 2000, tr. 179, Richard B. Frank 1990, tr. 235 và Michael T. Smith 2000, tr. 167
42. ↑  Richard B. Frank 1990, tr. 237–238 và Michael T. Smith 2000, tr. 162-165
43. ↑  James F. Christ 2007, tr. 230-235, Richard B. Frank 1990, tr. 238 và Michael T. Smith 2000, tr. 165-166
44. ↑  Joseph H. Alexander 2000, tr. 183, James F. Christ 2007, tr. 237-244 và 266, Samuel B. Griffith 1963, tr. 143, Richard B. Frank 1990, tr. 238-240 và Michael T. Smith 2000, tr. 167-170
45. ↑  James F. Christ 2007, tr. 286, Oscar F. Peatross 1995, tr. 105, Michael T. Smith 2000, tr. 169-170 và Jersey Stanley Coleman 2008, tr. 235
46. ↑  Joseph H. Alexander 2000, tr. 181
47. ↑  Joseph H. Alexander 2000, tr. 177, Richard B. Frank 1990, tr. 240 và Michael T. Smith 2000, tr. 171-172
48. ↑  Richard B. Frank 1990, tr. 240-242 và Michael T. Smith 2000, tr. 175-176, Joseph H. Alexander 2000, tr. 171
49. ↑  Joseph H. Alexander 2000, tr. 190-191, 197, James F. Christ 2007, tr. 280, Richard B. Frank 1990, tr. 240-242, Michael T. Smith 2000, tr. 175-176 và Donald A. Davis 2005, tr. 153-155
50. ↑  Oscar E. Gilbert 2001, tr. 46 và Michael T. Smith 2000, tr. 177-181
51. ↑  Richard B. Frank 1990, tr. 242, Michael T. Smith 2000, tr. 181 và Jersey Stanley Coleman 2008, tr. 233
52. ↑  Joseph H. Alexander 2000, tr. 180, James F. Christ 2007, tr. 250, Richard B. Frank 1990, tr. 243 và Michael T. Smith 2000, tr. 181-184
53. ↑  Michael T. Smith 2000, tr. 193-194
54. ↑  Michael T. Smith 2000, tr. 193
55. ↑  Samuel B. Griffith 1963, tr. 146-147 và Richard B. Frank 1990, tr. 245–246
56. ↑  James F. Christ 2007, tr. 281, Samuel B. Griffith 1963, tr. 144 và Michael T. Smith 2000, tr. 184-185
57. ↑  Samuel B. Griffith 1963, tr. 156 và Michael T. Smith 2000, tr. 198-200
58. ↑  Michael T. Smith 2000, tr. 190-191
59. ↑  Michael T. Smith 2000, tr. 7
60. ↑  Michael T. Smith 2000, tr. 197-198
61. ↑  Joseph H. Alexander 2000, tr. 139
62. ↑  Gordon L. Rottman 2005, tr. 52
63. ↑  Joseph H. Alexander 2000, tr. 119
64. ↑  Joseph H. Alexander 2000, tr. 124
65. ↑  Joseph H. Alexander 2000, tr. 153
66. ↑  Jersey Stanley Coleman 2008, tr. 360
67. ↑  Joseph H. Alexander 2000, tr. 179
68. ↑  Joseph H. Alexander 2000, tr. 183
69. ↑  James F. Christ 2007, tr. 235